# Gran Premio Bruno Beghelli 2000
Il Gran Premio Bruno Beghelli 2000, quinta edizione della corsa, si svolse il 24 settembre 2000 ed affrontò un percorso totale di 200,2 km. Venne vinto dall'italiano Marco Serpellini che terminò la gara in 4h39'00".

## Ordine d'arrivo (Top 10)
| Pos. | Corridore         | Squadra        | Tempo    |
| ---- | ----------------- | -------------- | -------- |
| 1    | Marco Serpellini  | Lampre         | 4h39'00" |
| 2    | Romāns Vainšteins | Vini Caldirola | a 4"     |
| 3    | Chann McRae       | Mapei          | a 7"     |
| 4    | Diego Ferrari     | Amica Chips    | a 27"    |
| 5    | Fabio Sacchi      | Team Polti     | s.t.     |
| 6    | Andrea Tafi       | Mapei          | s.t.     |
| 7    | Massimiliano Mori | Saeco          | s.t.     |
| 8    | Patrick Calcagni  | Vini Caldirola | s.t.     |
| 9    | Laurent Desbiens  | Cofidis        | a 39"    |
| 10   | Fabrizio Guidi    | F. des Jeux    | a 48"    |